# Eustaas I van Boulogne
Eustaas I van Boulogne (circa 1010 - 1049) was van 1033 tot aan zijn dood graaf van Boulogne. Hij behoorde tot het huis Boulogne.

## Levensloop
Eustaas I was de zoon van graaf Boudewijn II van Boulogne uit diens huwelijk met Adelina van Holland, dochter van Arnulf van Gent, graaf van Holland.
Na de dood van zijn vader in 1033 werd hij graaf van Boulogne. Hij was ook graaf van Lens. Hoewel Eustaas in 1036 aan graaf Boudewijn V van Vlaanderen beloofd had om Lens aan hem af te staan, behield hij het graafschap tot aan zijn dood in 1049.
Tijdens zijn regering werkte hij nauw samen met graaf Boudewijn V van Vlaanderen, die hij onder andere hielp met inperken van de macht van verschillende abdijen. Ook werd Eustaas I een bondgenoot van de hertogelijke familie van Normandië, nadat hij zijn zoon Eustaas II had uitgehuwelijkt aan Godgifu, dochter van koning Ethelred II van Engeland en nicht van hertog Richard II van Normandië. Door dit huwelijk werd hij dus ook een bondgenoot van de Engelse koning Eduard de Belijder. Als bondgenoot van zowel Vlaanderen, Normandië als Engeland verwierven de graven van Boulogne onder Eustaas I grote prominentie in Noord-Frankrijk.
Hij was schijnbaar ook een beschermheer van de Abdij van Samer nabij Calais, waar hij, naar men zegt, werd bijgezet.

## Huwelijk en nakomelingen
Hij huwde met Mathilde, dochter van graaf Lambert I van Leuven. Ze kregen op zijn minst vier kinderen:
- Eustaas II (overleden in 1087), graaf van Boulogne
- Godfried (overleden in 1095), bisschop van Parijs
- Lambert (overleden in 1054), graaf van Lens
- Gerberga (overleden in 1049), huwde met hertog Frederik van Neder-Lotharingen

## Voorouders
| Voorouders van Eustaas I van Boulogne (1005-1049) | Voorouders van Eustaas I van Boulogne (1005-1049)                     | Voorouders van Eustaas I van Boulogne (1005-1049)                     | Voorouders van Eustaas I van Boulogne (1005-1049)                     | Voorouders van Eustaas I van Boulogne (1005-1049)                     |
| ------------------------------------------------- | --------------------------------------------------------------------- | --------------------------------------------------------------------- | --------------------------------------------------------------------- | --------------------------------------------------------------------- |
| Overgrootouders                                   | Arnulf II van Boulogne (-971) ∞ ? (-)                                 | ? (-) ∞ ? (–)                                                         | Dirk II (graaf) (932-988) ∞ Hildegard van Vlaanderen (938-990)        | Siegfried van Luxemburg (922-998) ∞ Hedwig van Nordgau(937-993)       |
| Grootouders                                       | Arnulf III van Boulogne (940-990) ∞ ? (-)                             | Arnulf III van Boulogne (940-990) ∞ ? (-)                             | Arnulf van Gent (951-993) ∞ 980 Lutgardis van Luxemburg (960-1005)    | Arnulf van Gent (951-993) ∞ 980 Lutgardis van Luxemburg (960-1005)    |
| Ouders                                            | Boudewijn II van Boulogne (975-1033) ∞ Adelina van Holland (995-1045) | Boudewijn II van Boulogne (975-1033) ∞ Adelina van Holland (995-1045) | Boudewijn II van Boulogne (975-1033) ∞ Adelina van Holland (995-1045) | Boudewijn II van Boulogne (975-1033) ∞ Adelina van Holland (995-1045) |